# Mike Graham
Michael Gossett, meglio conosciuto con il ring name Mike Graham (Tampa, 22 settembre 1951 – Daytona Beach, 19 ottobre 2012), è stato un wrestler statunitense, figlio del lottatore e promoter Eddie Graham.

## Morte
Il 19 ottobre 2012, Graham fu rinvenuto cadavere dalla moglie nella sua residenza di Daytona Beach, Florida. Si era suicidato con un colpo di fucile alla testa. Anche il padre e il figlio si erano tolti la vita in circostanze simili, rispettivamente il 21 gennaio 1985 e il 14 dicembre 2010.

## Titoli e riconoscimenti
- American Wrestling Association
  - AWA World Light Heavyweight Championship (2)
- Championship Wrestling from Florida
  - FCW Tag Team Championship (2) - con Dustin Rhodes (1) e Joe Gomez (1)
  - NWA Florida Heavyweight Championship (1)[4]
  - NWA Florida Global Tag Team Championship (1) - con Scott McGhee
  - NWA Florida Tag Team Championship (16) - con Kevin Sullivan (3), Eddie Graham (1), Ken Lucas (1), Steve Keirn (9), Ray Stevens (1), e Barry Windham (1)
  - NWA Florida Television Championship (2)
  - NWA International Junior Heavyweight Championship (1)
  - NWA North American Tag Team Championship (Florida version) (1) – con Steve Keirn
  - NWA United States Tag Team Championship (Florida version) (3) - con Steve Keirn
  - PWF Florida Heavyweight Championship (1)
- Mid-South Sports
  - NWA Georgia Tag Team Championship (1) - con Eddie Graham
- NWA Mid-America
  - NWA World Tag Team Championship (Mid-America version) (1) – con Kevin Sullivan
- Pro Wrestling Illustrated
  - Rookie of the Year (1972)[5]
  - 100º nella lista dei migliori 500 wrestler singoli dell'anno nei PWI 500 del 1992[6]
  - 325º nella lista dei migliori 500 wrestler singoli nei "PWI Years" del 2003[7]
- Southeastern Championship Wrestling
  - NWA Southeast United States Junior Heavyweight Championship (1)